# Dobrova
Dobrova (pronuncia [ˈdoːbɾɔʋa]) è un insediamento (naselje) di 216 abitanti, della municipalità di Celje nella regione statistica della Savinjska in Slovenia.
L'area faceva tradizionalmente parte della regione storica della Stiria, ora invece è inglobata nella regione della Savinjska.

## Nome
Il nome dell'insediamento è stato cambiato da Zgornja Dobrova a Dobrova nel 1982.